# Dear Jessie
《親愛的潔西》（英語：Dear Jessie）是美國女歌手瑪丹娜在1989年12月發行的歌曲，這是她第四張錄音室專輯《宛如祈禱者》（英語：Like a Prayer）中所推出的第五首單曲，該單曲只在英國地區獨立發行。

## 資料

### 歌曲簡介
〈親愛的潔西〉是瑪丹娜第四張錄音室專輯《宛如祈禱者》中所推出的第五首單曲，這首單曲只在英國地區獨立發行銷售。〈親愛的潔西〉由瑪丹娜和製作人Patrick Leonard共同創作，童謠式的歌曲中充滿著過節日的歡樂氣氛，曲中隨時可聽到小嬰孩快樂的笑聲，這首歌曲的意境和整張專輯闡述家庭的概念相當契合。
〈親愛的潔西〉是瑪丹娜為製作人Patrick Leonard之女創作的歌曲。Patrick Leonard和瑪丹娜不但是音樂事業上的工作夥伴，私交也不錯，Patrick Leonard曾擔任瑪丹娜《忠實者》（英語：True Blue）、《她是誰》（英語：Who's That Girl），以及這次《宛如祈禱者》專輯的音樂製作人。兩人在工作上默契十足且合作無間，他們也共同創作出許多首膾炙人口的熱門歌曲，如〈以生見證〉、〈美麗的島嶼〉、〈她是誰〉、〈宛如祈禱者〉、〈珍愛〉和〈噢 父親〉等等，瑪丹娜能在整個1980年代呼風喚雨，Patrick Leonard可說是幕後的大功臣。為了感謝好友Patrick Leonard在事業上幫助自己的恩情，瑪丹娜特地寫了〈親愛的潔西〉送給他的女兒。

### 音樂影片和商業成績
〈親愛的潔西〉的音樂影片採用大量的卡通電腦動畫合成，片中的主角是一個可愛的小女孩，這支MV也是瑪丹娜唯一一部本人沒有入鏡的影片。
〈親愛的潔西〉雖然只在英國地區發行單曲，但成績不俗，獲得英國單曲榜第5名。